# Gundinci
Gundinci falu és község Horvátországban, Bród-Szávamente megyében.

## Fekvése
Bród központjától légvonalban 37, közúton 44 km-re keletre, Szlavónia középső részén, a Szávamenti síkságon, a Berava-patak partján, az A3-as autópályától északra, a megyehatárnál, három megye, Bród-Szávamente, Pozsega-Szlavónia és Vukovár-Szerém megye találkozásánál fekszik.

## Története
A település a török uralom idején keletkezett Boszniából érkezett katolikus horvátok betelepülésével. Első írásos említése az 1571-es török defterben található a Szerémi szandzsák részeként 22 portával. A török korban jobbágyok lakták. A szlavóniai települések 1698-as összeírásában „Kundicz” néven már hajdútelepülésként említik. Az 1730-as egyházi vizitáció jelentése szerint 30 ház és egy fakápolna állt a településen. 1746-ban 42 házában 452 katolikus lakos élt. Az 1758-as feljegyzés szerint 72 háza volt és a régi helyett egy 50 férőhelyes Szent Máté kápolna is épült itt. Az 1760-as jelentés szerint a faluban 72 ház volt, ahol 151 család és 787 katolikus lakos élt. A kopanicai plébánia része volt, de 1789-ben megalapították a gundinci plébániát.
Az első katonai felmérés térképén „Gundincze” néven található. Lipszky János 1808-ban Budán kiadott repertóriumában „Gundincze” néven szerepel. Nagy Lajos 1829-ben kiadott művében „Gundincze” néven 401 házzal, 2068 katolikus és 22 ortodox vallású lakossal találjuk. A katonai közigazgatás megszüntetése után 1871-ben Szerém vármegyéhez csatolták.
A településnek 1857-ben 2163, 1910-ben 2101 lakosa volt. Szerém vármegye Zsupanjai járásának része volt. Az 1910-es népszámlálás adatai szerint lakosságának 95%-a horvát anyanyelvű volt. Az első világháború után 1918-ban az új szerb-horvát-szlovén állam, majd később (1929-ben) Jugoszlávia része lett. 
1991-től a független Horvátországhoz tartozik. 1991-ben lakosságának 97%-a horvát nemzetiségű volt. 2011-ben a településnek 2027 lakosa volt.

## Lakossága
| Lakosság változása | Lakosság változása | Lakosság változása | Lakosság változása | Lakosság változása | Lakosság változása | Lakosság változása | Lakosság változása | Lakosság változása | Lakosság változása | Lakosság változása | Lakosság változása | Lakosság változása | Lakosság változása | Lakosság változása | Lakosság változása |
| ------------------ | ------------------ | ------------------ | ------------------ | ------------------ | ------------------ | ------------------ | ------------------ | ------------------ | ------------------ | ------------------ | ------------------ | ------------------ | ------------------ | ------------------ | ------------------ |
| 1857               | 1869               | 1880               | 1890               | 1900               | 1910               | 1921               | 1931               | 1948               | 1953               | 1961               | 1971               | 1981               | 1991               | 2001               | 2011               |
| 2.163              | 2.233              | 2.022              | 2.070              | 2.100              | 2.101              | 1.992              | 2.182              | 2.318              | 2.463              | 2.763              | 2.585              | 2.251              | 2.186              | 2.294              | 2.027              |

## Nevezetességei
- Szent Máté evangélista tiszteletére szentelt római katolikus plébániatemploma 1854-ben épült.
- A Szent József temetőkápolnát 1894-ben építették.

## Kultúra
A KUD „Vesela Šokadija” kulturális és művészeti egyesületet 1928-ban alapították a község hagyományainak, népdalainak, néptáncainak megőrzésére.

## Oktatás
A település első iskolája 1827-ben nyílt meg mintegy 50 tanulóval. Első tanítója Mato Milošević volt. Az oktatás kezdetben magánházban horvát nyelven folyt. 1834-ben elkészült az első iskolaépület. Ma az iskola „August Šenoa” általános iskola néven működik.

## Sport
Az NK Gundinci labdarúgóklubot 2009-ben alapították. A megyei 3. liga keleti csoportjában szerepel.

## Egyesületek
A község önkéntes tűzoltóegyletét 1938-ban alapították. 2008-ban az egyesület mintegy 40 aktív tagot számlált.
A község nőegyletét 2009-ben alapították. Ma mintegy 30 taggal működik, fő tevékenységük a kézimunka.
A „Fazan” Gundinci vadásztársaságot 1928-ban alapították.